# Ján Bušniak
Ján Bušniak (26. května 1919, Horná Lehota (okres Brezno) – 1. listopadu 1988, Praha) byl slovenský ekonom, diplomat a protifašistický bojovník.

## Životopis

### Studium
V letech 1925–1930 navštěvoval obecnou školu v Horní Lehotě, potom v letech 1930–1935 studoval na gymnáziu v Banské Štiavnici, v letech 1935–1938 na lyceu v Nines (Francie), v letech 1938–1939 na Vysoké škole obchodní v Praze, v letech 1940–1941 v Záhřebu, 1941–1942 ve Vídni a konečně 1942 v Bratislavě, kde v roce 1942 promoval.

### Činnost za války
V letech 1941–1942 byl referentem Nejvyššího úřadu pro zásobování v Bratislavě, v roce 1943 byl vězněn v Bratislavě a v Ilavě. Byl představitelem komunistického hnutí a účastníkem Slovenského národního povstání, během něhož působil jako zástupce pověřence Slovenského národního povstání pro zásobování (zástupce Povereníctva výživy SNR v Banské Bystrici) a osvětový důstojník při povstalecké 1. čs. armádě na Slovensku.

### Působení po válce
V letech 1945–1947 byl vedoucím slovenského oddělení Ministerstva průmyslu v Praze, v letech 1947–1949 referentem oddělení pro průmysl, obchod a peněžnictví ÚV KSS v Bratislavě, pak v letech 1949–1950 náměstkem ministerstva průmyslu v Praze. V letech 1950–1951 působil jako pověřenec potravinářského průmyslu a v letech 1951–1957 obchodu v Bratislavě. V letech 1957–1960 byl vyslancem v Číně, 1960–1962 a 1967–1971 náměstkem Ministerstva zahraničních věcí v Praze, 1962–1967 vyslancem v Itálii, 1971–1979 vedoucím oddělení rozvojových zemí v Ústavu mezinárodních vztahů v Praze.
Po válce byl také organizátorem první etapy industrializace Slovenska (výstavba Oravské přehrady, Bučiny Zvolen, cementárny v Banské Bystrici, Mostáreň Brezno aj.). V letech 1958–1959 a 1963–1965 byl členem a v letech 1967–1968 vedoucím čs. delegace na Valném shromáždění OSN.

### Publikační činnost
Byl publikačně činný, je autorem vzpomínkových črt z období odboje a znárodňovacího procesu. Články publikoval v periodikách Rudé právo, Pravda, Nové slovo a j.